# 가면라이더 × 가면라이더 W & 디케이드: MOVIE 대전 2010
《가면라이더 × 가면라이더 W & 디케이드 MOVIE 대전 2010》(일본어: 仮面ライダー×仮面ライダー W&ディケイド MOVIE大戦2010 카멘라이다 카멘라이다 다부루 안도 디케이도 무비 다이센 니센주[*])은 일본 토에이의 특수촬영 드라마 가면라이더 디케이드와 가면라이더 W의 극장판이다. 2009년 12월 12일에 개봉하였다. 2000년대 가면라이더 시리즈 극장판 중에서는 13번째 작품이며, 일명 "헤이세이 라이더 10주년 프로젝트"의 마지막인 '겨울의 진'으로도 불린다. 〈가면라이더 디케이드 완결편〉, 〈가면라이더 W 비긴즈 나이트〉, 〈MOVIE 대전 2010〉으로 나뉜다.
디케이드의 격정태, W의 팡-조커 폼, 가면라이더 키바라와 가면라이더 스컬, 가면라이더 W의 2호 라이더 가면라이더 액셀과 테루이 류가 새로 등장한다.

## 시놉시스
- 가면라이더 디케이드 완결편

쿠레나이 와타루의 충고로 "세계의 파괴자"가 되기로 결심한 카도야 츠카사는 '라이더 대전'을 일으킨 후 자취를 감추었다. 얼마 후, 츠카사는 가면라이더 디케이드 '격정태'(일본어: 激情態 게키조타이[*])로 변신, 다른 가면라이더를 쓰러뜨리기 시작한다. 마침내 최후의 가면라이더, 쿠우가, 오노데라 유스케를 쓰러뜨림으로써 츠카사는 그의 사명을 완수하지만, 나루타키의 계략에 넘어간 히카리 나츠미는 "가면라이더 키바라"로 변신, 츠카사를 가로막는다. 한편, "졸 대령"의 힘을 얻은 나루타키는 쇼커(영어: Shocker, 일본어: ショッカー 숏카[*])의 잔당들을 모아 수퍼 쇼커를 결성하고, 수퍼 시니가미 박사가 된 히카리 에이지로와 함께 디케이드의 제거와 세계 정복을 위해 궁극의 생명체, "네오 생명체"를 탄생시켰다.
- 가면라이더 W 비긴즈 나이트

크리스마스 직전의 어느 날, 사립탐정 히다리 쇼타로는 인기 가수 우츠키 아사미로부터 죽은 언니를 찾아달라는 기묘한 의뢰를 받는다. 히다리 쇼타로와 그의 파트너 필립은 조사의 진행 도중 후토(風都)에서 발생하는 죽은 사람이 살아있는 모습으로 발견되는 괴기 현상을 목격하게 되고, 그런 두 명의 앞에 이미 죽어버렸음이 확실한 쇼타로의 스승 나루미 소우키치가 모습을 드러낸다. 그리고 나루미 소키치는 가면라이더 스컬로 변신하여 쇼타로와 필립에게 싸움을 걸어온다. 한편, 스컬과의 전투 중에 필립은 무심코 아키코의 앞에서 소우키치의 죽음에 대한 사실을 누설해버렸고, 차마 스승인 소우키치에게 덤비지 못하던 쇼타로는 소키치가 변신한 스컬에게 손도 대지 못하고 패배한다. 이 일 때문에 탐정업을 그만두어야 할 것인가 고뇌하던 쇼타로는 필립과 함께, W가 태어난 날, '비긴즈 나이트'의 그 날을 회상한다.
- MOVIE 대전 2010

격정태에서 벗어난 디케이드와 W이 만나 수퍼 쇼커의 야망과 네오 생명체에 대항하게 된다. 그리고 그 와중에 구출된 히카리 에이지로의 몸에서 나온 '시니가미 메모리'를 통해, 에이지로의 오랜 친구 소노자키 류베에가 에이지로에게 시니가미 메모리를 심은 사실이 밝혀졌다.

## 등장 인물
- 카도야 츠카사(일본어: 門矢 士 가도야 쓰카사[*])  - 가면라이더 디케이드

가면라이더 디케이드의 주인공으로, '파괴를 통한 각 세계의 재생'이라는 자신에게 주어진 사명을 받아들여, "디케이드 격정태"가 되어 라이더 세계를 돌아다니며 다른 가면라이더들을 카드로 봉인해 나간다. 그러나 곧 원래의 모습을 되찾고, W와 힘을 합쳐 수퍼 쇼커와 대결하게 된다.
- 카이토 다이키(일본어: 海東 大樹 가이토 다이키[*])  - 가면라이더 디엔드

여러 세계를 돌아다니며 그 세계의 보물을 훔치는 트레저 헌터로, "디엔드의 세계"의 가면라이더이다.
- 쿠레나이 와타루(일본어: 紅 渡 구레나이 와타루[*])  - 가면라이더 키바

가면라이더 키바의 주인공으로, 츠카사가 여행을 떠나는 이유를 제공하였으며, 작품 중에선 나츠미에게 "사명을 완수한 디케이드에게는 이야기가 없다"는 말을 남긴다.
- 히다리 쇼타로(일본어: 左 翔太郎 히다리 쇼타로우[*]), 필립(일본어: フィリップ 피릿푸[*])  - 가면라이더 W

가면라이더 W의 주인공이다.
- 나루미 소우키치(일본어: 鳴海 荘吉 나루미 소키치[*])  - 가면라이더 스컬

나루미 탐정 사무소를 세운 초대 소장으로 이미 죽었던 사람이다. 로스트 드라이버와 스컬 메모리를 통해 스컬로 변신한다.

### 슈퍼 쇼커
슈퍼 쇼커(영어: Super Shocker, 일본어: スーパーショッカー 스파 숏카[*])는 쇼커와 대쇼커를 계승하는 가면라이더 시리즈의 악역 집단이다.
- 슈퍼 시니가미 박사(일본어: スーパー死神博士 스파 시니가미 하카세[*]) 또는 슈퍼 사신 박사

원래는 히카리 나츠미의 할아버지인 히카리 에이지로로, 나루타키와 소노자키 류베에의 계략에 의해 수퍼 시니가미 박사로 각성한다.
- 졸 대령(일본어: ゾル大佐 조루 다이사[*]) 또는 졸 대좌

원래는 가면라이더 디케이드와 그 일행을 적대하는 나루타키(일본어: 鳴滝)로, 디케이드를 쓰러뜨리기 위해 졸 대령의 힘을 이용한다.
- 벌 여인(일본어: 蜂女 하치온나[*])

슈퍼 쇼커의 여성 괴인이다. 전파 인간 태클과 대결한다.
- 네오 생명체(일본어: ネオ生命体 네오 세이메이타이[*])

슈퍼 시니가미 박사가 만들어 낸 생명체로 아이와 같은 사고를 가지고 있다. 슈퍼 시니가미 박사를 아빠, 벌 여인을 엄마, 디케이드를 형이라고 부르고 있다. 중반에 벌 여인을 흡수하여 성장, 괴인 도라스를 탄생시키며, W의 '비긴즈 나이트' 파트에서 도망친 더미 도펀트를 흡수, 얼티메이트 D로 진화한다.

### 소노자키 일당과 더미 도펀트
소노자키 가문(일본어: 園咲家 소노자키카[*])과 더미 도펀트에 관해 기술한다.
- 소노자키 류베에(일본어: 園咲 琉兵衛)  - 테러 도펀트

소노자키 가문의 가장이다. 히카리 에이지로와는 오랜 친구 사이로, 에이지로를 수퍼 시니가미 박사로 변신하게 했다.
- 소노자키 사에코(일본어: 園咲 冴子)  - 터부 도펀트
- 소노자키 와카나(일본어: 園咲 若菜)  - 클레이돌 도펀트
- 소노자키 키리히코(일본어: 園咲 霧彦)  - 나스카 도펀트

소노자키 가문의 사람들로 더미 도펀트의 능력을 주목하여, 더미 도펀트와 싸우는 W을 습격한다.
- 로베르토 시지마(일본어: ロベルト 志島 로베르토 시지마[*])  - 더미 도펀트

우츠키 아사미의 언니의 무덤을 관리하는 성당의 성직자로, 후토에서 떠도는 죽은 사람이 목격되는 사건의 주범이다. 죽음에 대한 능력을 다루는 데스 메모리를 갖고 있는 것으로 여겨졌지만, 사실 그가 가진 메모리의 정체는 어떤 모습으로도 변할 수 있는 능력을 갖춘 더미 메모리였다. 이 능력으로 쇼타로의 스승인 소우키치로 변해 쇼타로를 혼란스럽게 만들기도 하였고, 우츠키 아사미의 언니인 에리카로 변한 것도 시지마였다. W과의 싸움에서 소노자키 가문의 도움으로 도주하여 MOVIE 대전 2010 파트에서 네오 생명체와 결합해 얼티메이트 D가 된다.

## 주제가
Stay the Ride Alive / 노래 - 각트